# Lehman Trikes
Lehman is een merk van trikes.
Lehman Trikes Inc., Westlock, Alberta. 
Canadees bedrijf dat trikes produceert. Bijzonder is dat Lehman niet alleen Harley-Davidson motorfietsen als basis gebruikt, maar ook andere motoren als de Honda Valkyrie en GoldWing en de Suzuki Intruders.